# Suchawadee Nildhamrong
Suchawadee Nildhamrong, également connue sous son nom de naissance, Miranda Nild, née le 1er avril 1997, est une joueuse thaïlandaise de football évoluant au poste d'attaquante. Elle joue en faveur des Golden Bears de la Californie, et avec l'équipe nationale thaïlandaise.

## Biographie
Nildhamrong se qualifie pour la Coupe du monde 2019, grâce à une 4e place qualificative obtenue à la Coupe d'Asie 2018.
Elle fait partie des 23 joueuses retenues pour participer à la Coupe du monde 2019 organisée en France.